# Landkreis Sanok

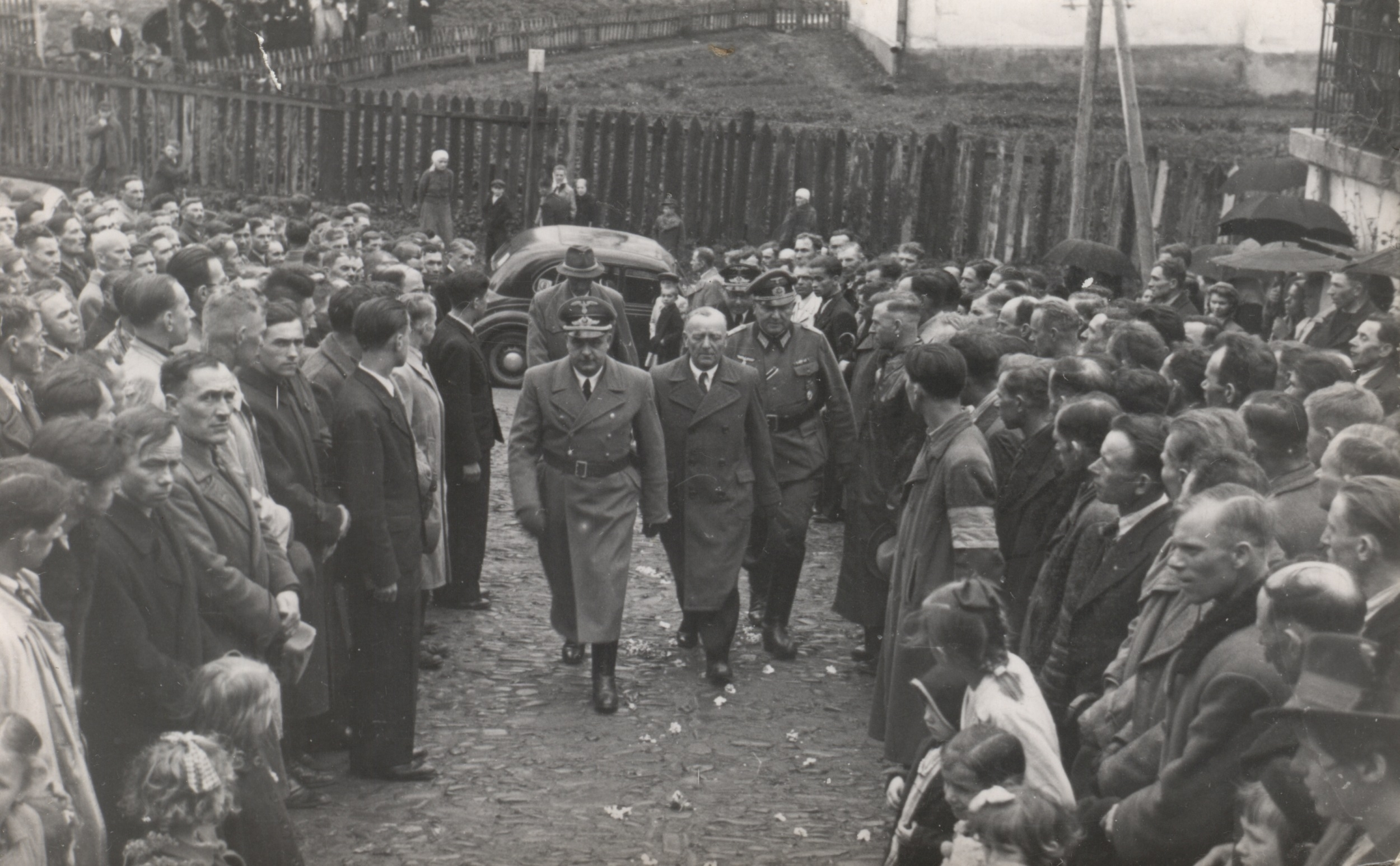
Starosta sanocki dr Hofstetter oraz gubernator Hans Frank wchodzą do cerkwi greckokatolickiej w Sanoku, witany przez ochotników do SS-Galizien

Powiat Sanok (niem. Landkreis Sanok, Kreishauptmannschaft Sanok, pol. powiat sanocki) – jednostka administracyjna samorządu terytorialnego dystryktu krakowskiego w Generalnym Gubernatorstwie. Funkcjonowała od 26 października 1939 do sierpnia 1944, siedzibą władz powiatu oraz starostwa był Sanok.

## Historia
Od 10 do 12 września 1939 Sanok oraz okolice zostały zajęte przez jednostki niemieckie oraz słowackie, były to; Gebirgsjägerregiment 138, Gebirgsjägerregiment 139 oraz grupa szybka armii polowej Bernolak w składzie 3 Dywizji Górskiej oraz 1 DG. Jednostka słowacka została wycofana z Sanoka 1 października 1939 roku.
Przez Sanok na rzece San ustalona została granica międzypaństwowa niemiecko-sowiecka. Prawobrzeżna strona Sanoka, chroniona następnie na Sanie sowiecką Linią Mołotowa należała do przemyskiego rejonu umocnień. Naprzeciwko Linii Mołotowa Niemcy wybudowali system umocnień granicznych tzw. „Pozycji Granicznej Galicja”. Jeden z bunkrów wchodzących w skład systemu znajduje się do dziś na wzgórzu zamkowym w Sanoku. Rejon przygraniczny w Sanoku do maja 1940 patrolowała m.in. 54. Landesschützenkompanie ze Stuttgartu pod dowództwem Behringera.
Druga część powiatu znalazła się w okresie 1939–1941 pod okupację sowiecką. Mieszkańcy tej części regionu zostali następnie deportowani do Białoruskiej i Ukraińskiej Republiki ZSRR. Na mocy porozumienia niemiecko-sowieckiego z listopada 1939, tym mieszkańcom Sanoka, którzy po 17 września 1939 znaleźli się pod okupacją sowiecką, stworzono możliwość powrotu do domów. W ten sposób w grudniu 1939 i kwietniu 1940 do Sanoka i okolicznych miejscowości powróciło wielu mieszkańców.
Od 26 października 1939 powiat sanocki znalazł się w dystrykcie krakowskim, któremu podlegały komisariaty wiejskie w Sanoku, Brzozowie i Baligrodzie. Pierwszym starostą (Landrat) został dr Albert Schaar. Całkowita powierzchnia powiatu wynosiła do listopada 1941 2585,6 km² i liczyła 245 704 mieszkańców. Powiat sanocki był najbardziej wysuniętym na południowy wschód obszarem Generalnego Gubernatorstwa.
Na wiosnę 1941 rozpoczęła się w powiecie sanockim koncentracja sił niemieckich przed atakiem na ZSRR. Przez Zarszyn w stronę Sanoka w niewielkich grupach ciągnęły baterie armat, pojedyncze czołgi oraz piechota niemiecka. Na północ od Sanoka, w rejonie wsi Jaćmierz, zakwaterowane zostały oddziały dywizji piechoty z Magdeburga, przybyłe tu z Francji. W maju 1941 władze niemieckie zarządziły, by właściciele koni i furmanek zjawili się ze sprzężajem na sanockich Błoniach nad Sanem celem rekrutacji podwód wojennych przed wyprawą na Rosję. Na Błoniach zgromadziło się w tym czasie kilkaset zaprzęgów, które Rosjanie mogli obserwować z drugiej strony rzeki od strony Olchowiec. 18 czerwca 1941 nastąpił wymarsz spod Jaćmierza dywizji magdeburskiej, kierującej się następnie w stronę Dynowa nad Sanem. Jednocześnie pod Sanokiem stawili się polscy chłopi wyekwipowani w zaprzęgi parokonne. 22 czerwca od strony Krosna i Iwonicza nadleciały pierwsze bombowce niemieckie kierujące się w stronę Chyrowa i Sambora. Od strony południowej przez Przełęcz Łupkowską do Sanoka przebijała się słowacka Rýchla skupina, forsując razem z 454 dywizją niemiecką linię Mołotowa na Sanie. Powrót mieszkańców powiatu sanockiego z tej „wyprawy wojennej” zakończył się w połowie listopada 1941, wtedy też większość z nich powróciła spod Charkowa, Kijowa, Połtawy i Krzemieńczuka do rodzinnych domów.
15 listopada 1941 do powiatu sanockiego włączono 9 gmin położonych na wschód od Sanu, m.in. Lesko i Ustrzyki Dolne, natomiast wyłączono gminę Rymanów, Jaśliska oraz komisariat brzozowski razem z gminami, które przyłączono do nowo powstałego powiatu krośnieńskiego. Powiat sanocki graniczył z dwoma państwami: Słowacją oraz Węgrami.
Do 1944 powiat należał do krakowskiego, a później tarnowskiego okręgu wojskowego z nadkomendanturą polową nr 226 (Oberfeldkommandantur 226) i komendanturą polową w Sanoku, łącznie z oddziałem Einsatzgruppe I (Einsatzkommando I). i oddziałem operacyjnym Gestapo pod dowództwem dr. Ludwiga Hahna.
W październiku 1939 władze niemieckie przy użyciu Einsatzgruppen wysiedliły do ZSRR mieszkających w Sanoku Żydów. Przesiedlenia ludności żydowskiej do sowieckiej strefy okupacyjnej rozpoczęto 26 września 1939 r. o godzinie 18.00. Wcześniej rozplakatowano rozporządzenie mówiące, że 150 rodzin żydowskich z Sanoka ma się przenieść w ciągu 14 godzin za San. Ci, którzy pozostali, trafili następnie do dwóch gett na terenie miasta. Sanockie getto mieściło się w trójkącie pomiędzy ulicami Berka Joselewicza, Cerkiewną i Żydowską.  W roku 1942 wszyscy mieszkający w Sanoku Żydzi zostali odtransportowani do obozu w Zasławiu, a następnie większość została zgładzona w latach 1942–1943. Holocaust przeżyło 560 sanockich Żydów.
Do lipca 1944 na terenie przyległym do fabryki wagonów (obecnie Autosan) mieściły się zakłady naprawcze sprzętu wojskowego dla armii niemieckiej pod nazwą Panzer-Instandsetzungs-Kraftfahr-Werken, Instandsetzungsgruppe „Süd” (w skrócie K-Werk), w których remontowano m.in. czołgi, wozy pancerne oraz działa armii niemieckiej.
Przy obecnej ul. Żwirki i Wigury w latach 1941–1944 działała utworzona przez Niemców polska szkoła handlowa „Polnische Öffentliche Handelsschule”. W okresie od 1942 do 1943 powiat znalazł się w kręgu zainteresowań „badaczy” z sekcji rasowej i ludoznawczej Instytutu Niemieckich Prac na Wschodzie z Krakowa. „Badania” prowadzono m.in. w miejscowościach Sanok, Nowotaniec, Mymoń, Besko i Czerteż. W Komańczy badania medyczne prowadziła m.in. dr Elfriede Fliethmann.
W Sanoku Niemcy utworzyli również dwie szkoły Hitlerjugend: przy ulicy Sobieskiego i Chopina, które w marcu 1943 wizytował Hans Frank, oraz szkołę policji dla Ukraińców. Funkcjonował również przejściowy obóz niemieckich przesiedleńców z Bukowiny.
We wrześniu 1939 Zamek Królewski w Sanoku został splądrowany, a następnie urządzono w nim Muzeum Łemkowszczyzny. W sierpniu 1944 lokalne władze niemieckie wywiozły z sanockiego zamku ocalałe najstarsze pamiątki kultury polskiej, część z nich została odnaleziona po wojnie w okolicach Legnicy, a następnie przekazana do AGAD i archiwum rzeszowskiego.
Względny spokój panujący w powiecie w latach 1939–1944 oraz brak działań partyzanckich spowodowany był m.in. nagromadzeniem znacznych sił niemieckich w strefie przygranicznej oraz umiejętnym wykorzystywaniem przez władze tendecji separatystycznych wśrd narodowości żyjących w tym regionie, tj. polskiej, ukraińskiej, rusińskiej i niemieckiej.
Ludność narodowości niemieckiej oraz ci, którzy chcieli opuścić miasto przed wkraczającą od wschodu Armią Czerwoną, zostali ewakuowani przez Niemców w drugiej połowie lipca 1944. Do tego też czasu stacjonujące na linii Sanu oddziały niemieckie i słowackie przy pomocy polskiej ludności cywilnej stawiały zapory nad Sanem celem powstrzymania ofensywy idącej ze wschodu. 28 lipca 1944 samoloty sowieckie dokonały pierwszego bombardowania Sanoka. 29 lipca 1944 oddziały niemieckie i słowackie opuściły teren rezygnując z obrony linii Sanu. 30 lipca 1944 miasto Sanok praktycznie „zamarło”. Po wycofaniu się Niemców sowieci 3 sierpnia zajęli miasto bez walki. Następnego dnia miasto zostało ponownie odbite przez Niemców. Po tym kontruderzeniu zostały zdemontowane m.in. urządzenia fabryki wagonów oraz zakłady naprawcze armii niemieckiej, a część fabryki została wysadzona w powietrze przed jej przejęciem przez Sowietów. Sanok został ponownie opanowany przez armię sowiecką 10 sierpnia 1944. Po przesunięciu się frontu na zachód ostatni żołnierze niemieccy opuścili Bukowsko 15 września, Dudyńce 16 września, Komańczę 24 września, Mrzygłód 2 września, Tyrawę Wołoską 10 września, a Zagórz 10 września 1944. Opuszczony przez Niemców obszar przechodził następnie pod wojskowe zarządy Armii Czerwonej tzw. „wojenkomaty”.

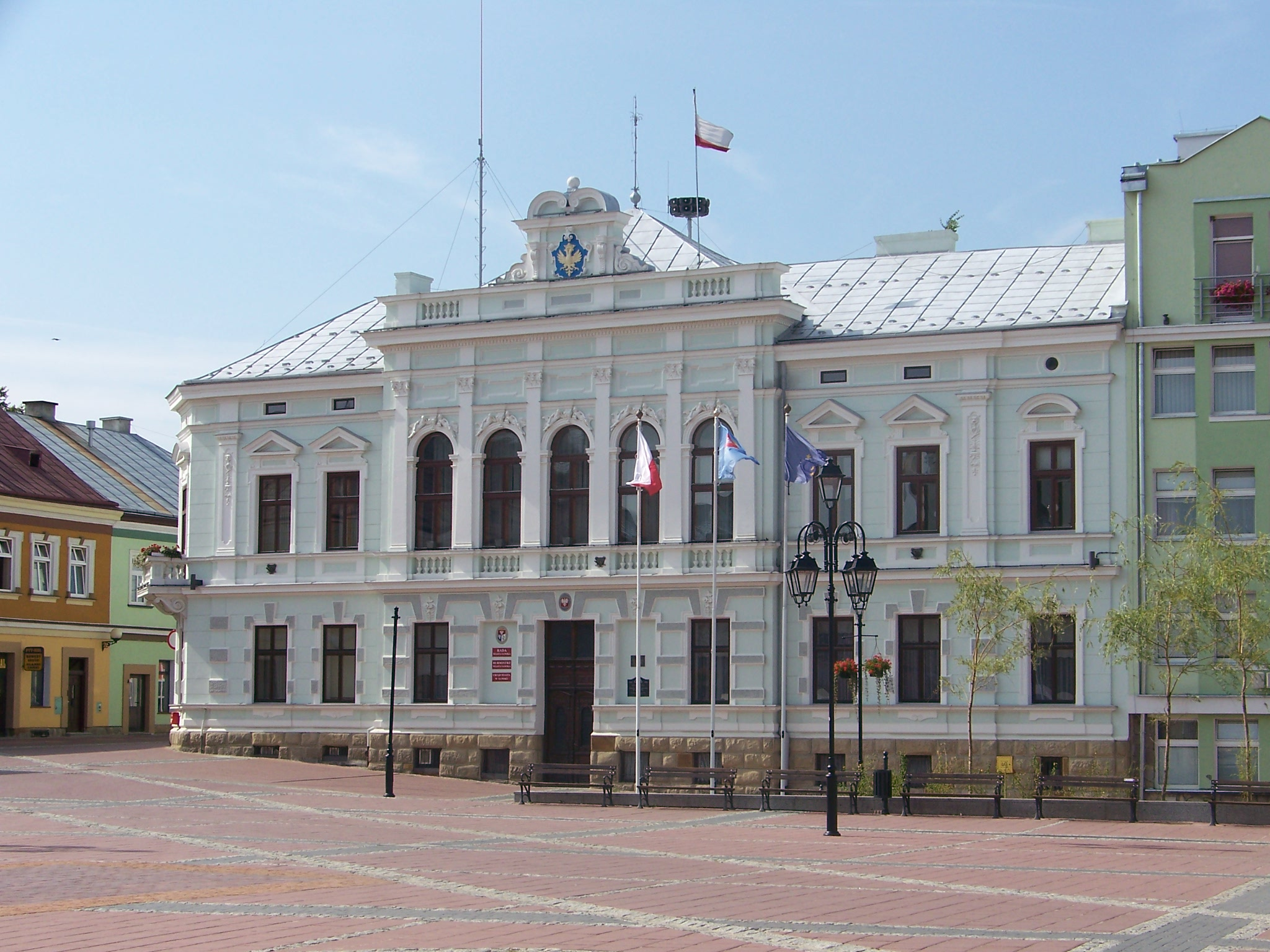
Siedziba starostwa powiatowego władz niemieckich w Sanoku

## Kreishauptmannschaft –Starostwo
- Kreishauptmann – starosta (Landrat Reg.-Rat)[21] dr Albert Schaar, do 1 czerwca 1942.
- Kreishauptmann – starosta (Landrat Reg.-Rat) dr Hans Class[22], do 5 stycznia 1943.
- Kreishauptmann – starosta (Landrat Reg.-Rat) dr Johann Anton Hofstetter, do sierpnia 1944.

Siedziba Kreishauptmannschaft Sanok mieściła się w budynku ratusza pod adresem Adolf-Hitler-Platz 1.

### Kreisschulamt – Inspektorat Oświaty
- Willy Huber; zamieszkały przed wojną w Stryju, znał dobrze język polski[24], urząd powiatowego radcy szkolnego (Kreisschulrat)[25] w Sanoku sprawował razem z G. Gattnerem przez cały okres okupacji[26]. W połowie stycznia 1940 wydał swój pierwszy okólnik, nawiązujący do rozporządzenia władz Rzeszy, na mocy którego zabroniono nauczania historii, literatury polskiej, geografii [...][27] W roku 1942 zawarł związek małżeński z Polką nauczycielką z Ustrzyk Dolnych Janiną Migulanką, która następnie pracowała w niemieckiej szkole w Sanoku[28]. Miał brata Ottona Hubera kierownika niemieckiej hanzy w Stanisławowie[29][30]. W czasie okupacji Willy Huber wiedząc, że w społemowskiej szkole handlowej Polnische Öffentliche Handelsschule w Sanoku działa konfident, skutecznie ostrzegł polskich chłopców, żołnierzy ZWZ-AK, przed spodziewaną obławą rzeszowskiego Gestapo[31].
  - Artur Hanneman (Niemiec)
  - Emil Peck (Niemiec)
  - Hirniak (Ukrainiec)
  - Buc (Ukrainiec)
  - Stepan Wenhrynowycz – inspektor ds. szkół ukraińskich

W Sanoku placówki szkół podstawowych funkcjonowały w budynkach przy ul. Juliusza Słowackiego, ul. Władysława Sikorskiego, ul. Kazimierza Lipińskiego i ul. Franciszkańskiej.

### Urząd ds. zdrowia
- Wołodymyr Parafanowycz (Ukrainiec)

### Gestapo
- oddział operacyjny Gestapo: dr Ludwig Hahn, Grenzkommissariat Sicherheitspolizei[32] (dowódcy placówki): Kurt Stawitzki[33], Albert Schultz, Julius Wagemann, Hans Scheuringer, Erich Braun; funkcjonariusze: Lew Humeniuk, Johann Linde, Arnold Doppke, Johann Bäcker, Otto Kratzman.

## Policja
- Wasyl Mizerny – powiatowy komendant pomocniczej policji ukraińskiej w Sanoku[34][35].

Posterunek policji niemieckiej w Sanoku znajdował się przy Rynku Głównym, obok klasztoru franciszkanów.

## Obozy koncentracyjne
Po inwazji na ZSRR wszyscy Żydzi mieszkający w większych skupiskach w powiecie sanockim zostali zmuszeni do zamieszkania w gettach. Takie getta w powiecie sanockim istniały w Sanoku, Trepczy i Bukowsku. Do gett przy współudziale policji żydowskiej zwożono również Żydów z okolicznych wsi. W roku 1942 wszyscy sanoccy Żydzi zostali odtransportowani do obozu w Zasławiu
Zgromadzeni w gettach Żydzi wykorzystywani byli między innymi do pracy w kamieniołomach w Trepczy, i przy budowie i remontach dróg. Dzięki niewolniczej pracy Żydów zostały również wybudowane baraki pod stalag jeniecki w Olchowcach dla żołnierzy sowieckich, którzy zostali pojmani podczas wygranej ofensywy niemieckiej 22 czerwca 1941. Obóz ten funkcjonował do lipca 1944 roku.

## Podział administracyjny powiatu
Powiat podzielony był na komisariaty wiejskie w Sanoku, Brzozowie i Baligrodzie. 15 listopada 1941 do powiatu sanockiego włączono 9 gmin położonych na wschód od Sanu m.in. Lesko i Ustrzyki Dolne, natomiast wyłączono gminę Rymanów, Jaśliska oraz komisariat brzozowski razem z gminami, które przyłączono do nowo powstałego powiatu krośnieńskiego. Do 1944 powiat należał do krakowskiego, później tarnowskiego okręgu wojskowego z nadkomendanturą polową nr 226 (Oberfeldkommandantur 226), komendanturą polową w Sanoku, łącznie z oddziałem Einsatzgruppe I (Einsatzkommando I) i oddziałem operacyjnym Gestapo pod dowództwem dr Ludwiga Hahna, której podlegał obóz pracy przymusowej w Zasławiu.

### Położenie

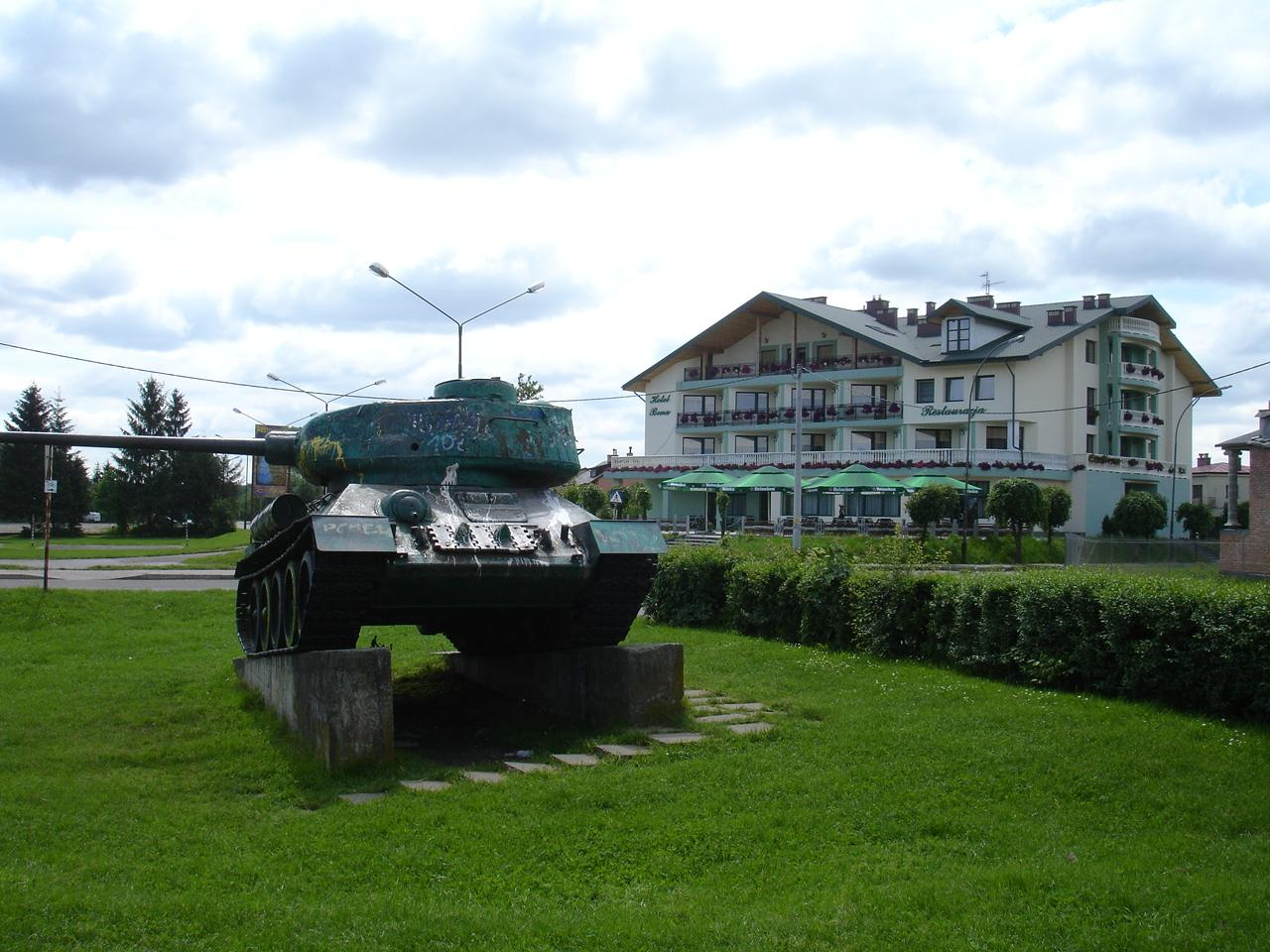
Po 17 września 1939 Sanok został podzielony podobnie jak reszta powiatu na dwie części. Nad Sanem przy ul. Białogórskiej, w miejscu, gdzie w latach 1939–1941 przebiegała niemiecko-sowiecka granica międzypaństwowa, stoi obecnie czołg.

Całkowita powierzchnia powiatu wynosiła początkowo 2585,6 km², powiat liczył maksymalnie 245 704 mieszkańców. Był najbardziej wysuniętym na południowy wschód obszarem GG. Powiat sanocki graniczył z dwoma państwami: Słowacją oraz Węgrami. Od wschodu graniczył z powiatem przemyskim, a od północy i zachodu z krośnieńskim. Przez Sanok na rzece San w roku 1939 ustalona została granica międzypaństwowa niemiecko-sowiecka. Prawobrzeżna strona Sanoka oraz część powiatu sanockiego znalazły się w okresie wrzesień 1939 – czerwiec 1941 pod okupację sowiecką. W październiku 1939 władze niemieckie wysiedliły do ZSRR mieszkających w Sanoku Żydów (ponad 100 rodzin), których miejsce zajęła ludność ukraińska (1939 1800 osób, 1940 – ponad 3000 osób).

#### Landgemeinde – Urząd gminy
| - - Bukowsko – wójt Włodzimierz Mazur - Baligród – wójt Michał Zankow - Cisna – wójt Schram - Czarna – - Hoczew – - Lutowiska – - Łobozew – - Łukowe – - Sanok – wójt Michał Podobinskyj - Komańcza – wójt ks. Bazyli Seredowycz - Mrzygłód – wójt Wasyl Podsosny | - - Olszanica – - Polana – - Ropienka – - Stuposiany- - Szczawne – wójt Mirosław Ochrymowycz - Wola Michowa – wójt Stefan Dunda - Wołkowyja – - Zagórz – wójt Stefan Podufały - Zatwarnica – - Zarszyn – wójt Mikołaj Cuprynka |

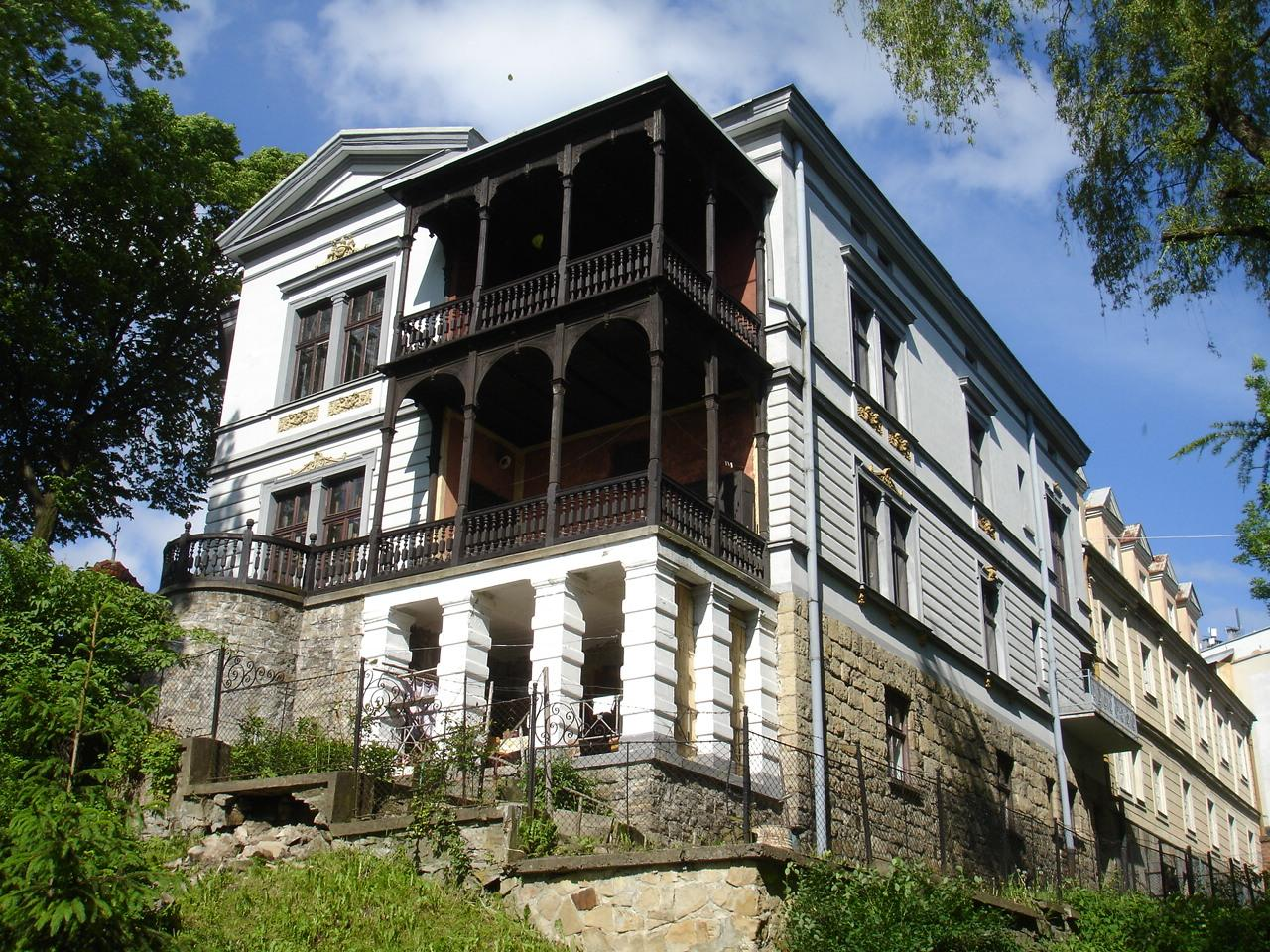
Kamienica Zaleskich, widok od strony schodów zamkowych, do roku 1944 tajne polskie gimnazjum

### GminaBukowsko
Wybuch II wojny światowej ujawnił skrywane dotąd konflikty narodowościowe, jakie istniały tu przed wybuchem wojny. Dojrzewająca świadomość narodowa ludności ukraińskiej zmaterializowała się szeregiem ludobójczych aktów przemocy i pogromów. 12 września 1939 po wycofaniu się z Bukowska oddziałów słowackich, koalicjantów III Rzeszy, ludność polska i żydowska stała się obiektem ataków ukraińskich nacjonalistów i popierającej ją ludności. W czasie uroczystości po wkroczeniu Niemców nacjonaliści ukraińscy urządzili w Bukowsku okolicznościowe „przechrzczenie” św. Jana Nepomucena na Iwana. Dopiero wkroczenie do miasteczka jednostek Wehrmachtu położyło kres anarchii i pogromów. Niestety kilka miesięcy później administrację w mieście objęli za przyzwoleniem Niemców nacjonaliści ukraińscy. Nowy wójt, Ukrainiec Włodzimierz Mazur, okazał się aktywnym konfidentem Gestapo znienawidzonym przez Polaków. W okresie okupacji na ludność miejscową denuncjowali przede wszystkim nacjonaliści ukraińscy. 4 marca 1940 na skutek donosów Niemcy urządzili w Bukowsku obławę, rewidując każde gospodarstwo. Latem 1944 po pierwszych informacjach o akcjach UPA wymierzonych przeciwko ludności polskiej wójt Mazur został zastrzelony wyrokiem sądu AK. Następnie Bukowsko było trzykrotnie palone przez oddziały UPA: w marcu, kwietniu i listopadzie 1946 roku. W tym też roku utraciło prawa miejskie.
W okresie wojny w Bukowsku mieścił się sztab niemieckich wojsk okupacyjnych gen. Würtza. W tym też czasie Bukowsko przynależało do placówki nr IV w Nowotańcu, podległej Komendzie Obwodu AK w Sanoku. We wrześniu 1944 podczas operacji dukielsko-preszowskiej w miasteczku stacjonowała niemiecka 68. Infanterie-Division (XXIV. Panzerkorps) oraz 96. Infanterie-Division pod dowództwem Generalleutnanta Richarda Wirtza, broniąca pozycji przed nacierającym od wschodu radzieckim 67 Korpusem piechoty oraz 167 i 129 Korpusem strzelców (107 Dywizji Piechoty).

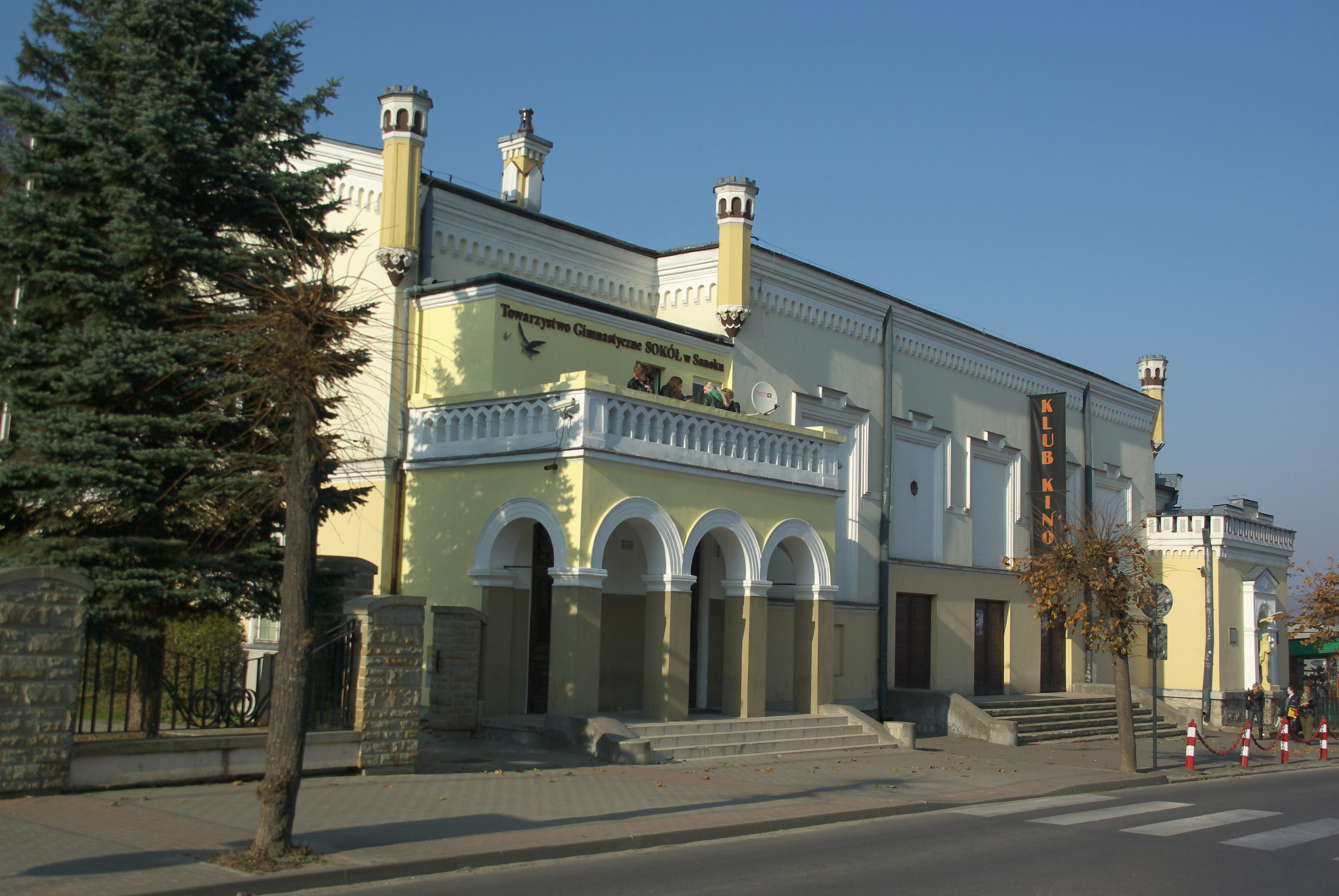
Kamienica przy ul. Mickiewicza i Piłsudskiego, do roku 1944 Volkshalle (Hala Ludowa)

### GminaBaligród
30 lipca 1944 roku oddział UPA zamordował w lesie pod Baligrodem mieszkańców Średniej Wsi. Z 5 na 6 sierpnia 1944 miasteczko zostało sterroryzowane przez silny oddział UPA, który zamordował 42 Polaków i spalił część zabudowań. W toku działań wojennych i późniejszych walk z UPA Baligród został częściowo zniszczony, oraz doznał poważnych strat ludnościowych. Przez stacjonujących tu żołnierzy zwany był Diabligrodem, gdyż w czasie okupacji Niemcy wybrukowali część tutejszego rynku kamieniami z żydowskiego cmentarza.

#### Ruch oporu
Działała tu placówka AK Baligród nr VII. Dowódcą od maja 1943 do 1944 był Jan Marciak „Dąb”.

### GminaCzarna
W latach 1939–1941 (na mocy paktu Związku Radzieckiego z hitlerowskimi Niemcami) oraz 1944–1951 wieś należała do ZSRR. Od października 1941 do sierpnia 1944 wieś była siedzibą urzędu gminy.

#### Ruch oporu
Miejscowość ta, jak i Polana była czysto polska i dlatego w czasie II wojny światowej można było tu powołać aż dwa plutony AK i drużynę dywersyjną. Dowódcą VIII Placówki AK był ppor. Bolesław Knebloch Łachman, a pierwszym dowódcą kpt. Bolesław Rudziński ps. „Irka”, zaś zastępcą por. Paweł Rudyński. W czasie wojny oddziały AK spaliły w Czarnej 2 zbiorniki z ropą.

### GminaKomańcza
12 września 1939 po agresji Niemiec na Polskę do Komańczy wkroczyły jednostki Wehrmachtu, radośnie witane przez ukraińskich nacjonalistów. W lesie Osławica oprawcy hitlerowscy rozstrzelali 26 Romów, a we wrześniu 1943 roku trzech miejscowych Żydów. Jednak przedtem prawie wszystkich Żydów wywieziono do obozu pracy przymusowej w Zasławiu.

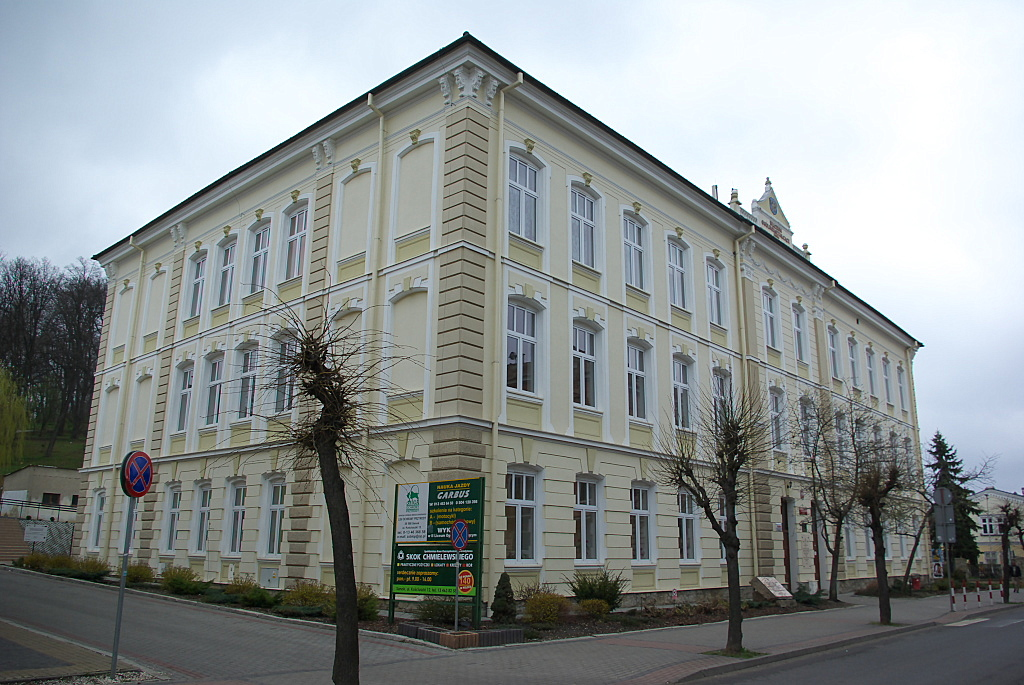
Budynek gimnazjum przy. ul Mickiewicza, do 1944 niemiecki szpital polowy w Sanoku

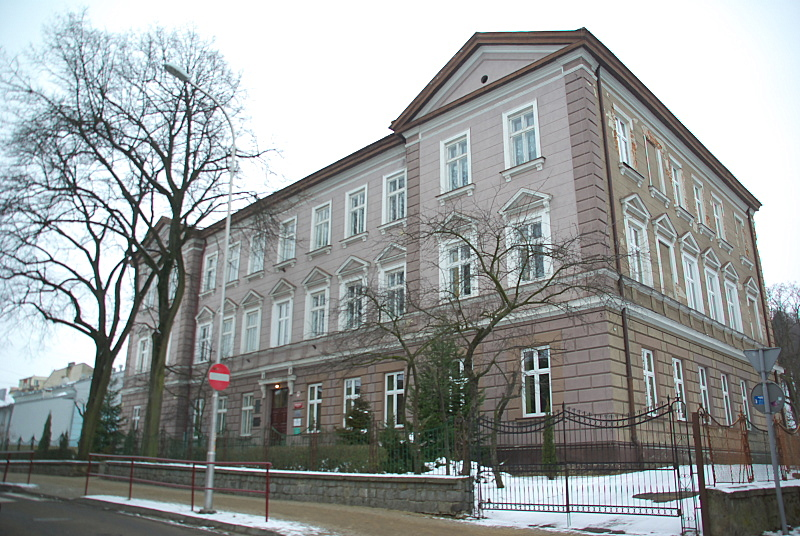
Budynek gimnazjum przy. ul Sobieskiego, do 1944 niemiecki szpital polowy w Sanoku

### GminaLutowiska
W latach 1939–1941 miejscowość należała do ZSRR. Sowieci przeprowadzali nacjonalizację mienia bogatych Żydów i Polaków. Miejscowemu przedsiębiorcy Januszowi Ziółkowskiemu zabrali olejarnię, tartak i jedyną bieszczadzką elektrownię spalinową. (Ziółkowski zelektryfikował Lutowiska zaledwie dwa lata wcześniej.) Od października 1939 do sierpnia 1944 wieś była siedzibą urzędu gminy. W czerwcu 1942 gestapowcy Johann Bäkcer i Arnold Doppke, którzy przybyli z Ustrzyk Dolnych, rozstrzelali ok. 650 miejscowych Żydów, kilku Polaków i 30 Romów. Na miejsce kaźni ofiary spędziła i zwiozła policja ukraińska. Po zlikwidowaniu Żydów spalono ich zabudowania, czyli całą drewnianą zabudowę zlokalizowaną przy rynku oraz synagogę. W 1943 dokonano egzekucji na ludności w wąwozie za kościołem. Brali w niej udział gestapowcy Juni i Henemilck. 18 lipca 1944 roku Niemcy ewakuowali volksdeutschów, administrację, nadleśnictwo, pracowników kopalni ropy i wszystkich, którzy mogli im się przydać. Wywozili całe rodziny. 20–22 lipca 1944 w Lutowiskach wymordowano polskie rodziny (np. górali Góraszewskich, Kukurowskich, Raszowskich, Samborskich, Ziółkowskich i Federeszczaka). Nie jest do końca wyjaśnione, kto jest odpowiedzialny za tę zbrodnię, niektóre źródła przypisują to UPA.

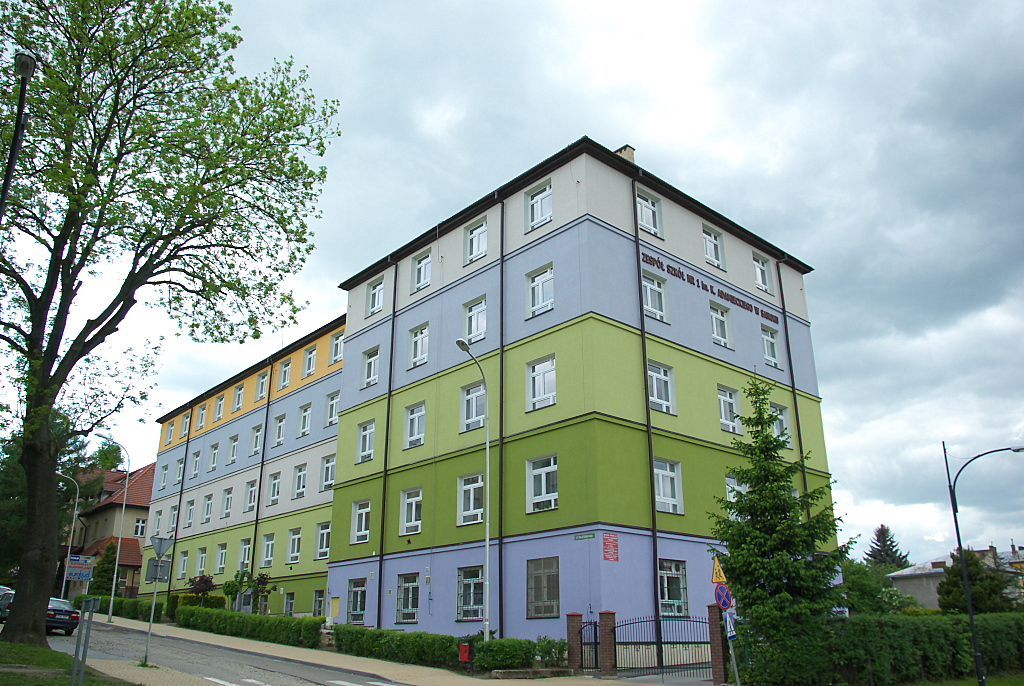
Budynek przy ul. Sobieskiego w Sanoku, do roku 1918 koszary 57. batalionu Landwehry, od 1940 do 1944 budynek utworzonej przez Niemców polskiej szkoły handlowej „Polnische Öffentliche Handelsschule

### GminaZagórz
1 września 1939 powstał w Zagórzu Ochotniczy Pluton Samoobrony w celu ochrony linii kolejowej, którego członkowie wspierali m.in. ewakuację ludności. Walki obronne z nacierającymi wojskami hitlerowskimi toczyła 3 Brygada Górska dowodzona przez płk. Jana Kotowicza wchodząca w skład grupy operacyjnej gen. bryg. Kazimierza Łukoskiego. W dniu 9 września 1939 przez Lesko do Ustrzyk wycofywali się żołnierze batalionu Obrony Narodowej „Sanok” (dowódca batalionu kpt. Tadeusz Kuniewski) i toczyli walki w celu opóźnienia marszu Niemców na wschód. Do 12 września 1939 Zagórza bronił Ochotniczy Pluton Samoobrony.
12 września 1939 do Zagórza wkroczyły jednostki Wehrmachtu, radośnie witane przez ukraińskich nacjonalistów.

#### Ruch oporu
W Zagórzu od maja 1943 do stycznia 1944 działała Placówka Zagórz nr X OP-23 AK, którą dowodził Alojzy Bełza ps. „Alik”, prowadząc działalność dywersyjną i sabotażową. W konspirację zaangażowani byli: Olga Sulimirska, właścicielka dworu w Zasławiu (gdzie był obóz pracy przymusowej) oraz rodziny Krasickich i Gubrynowiczów, a ich zameczek przy drodze do Poraża, był ważnym ogniwem akowskiej konspiracji w Obwodzie Sanok. Proboszcz – ks. Władysław Wójcik – za pomoc udzielaną Armii Krajowej i uciekinierom został aresztowany i wywieziony do Oświęcimia. Od stycznia 1944 Placówką AK dowodził ppor. Stanisław Żebrowski „Zebra”. We wrześniu 1944 do Zagórza po walkach wkroczyła Armia Czerwona.
Kwatera poległych żołnierzy sowieckich znajduje się przy trasie z Sanoka do Leska.

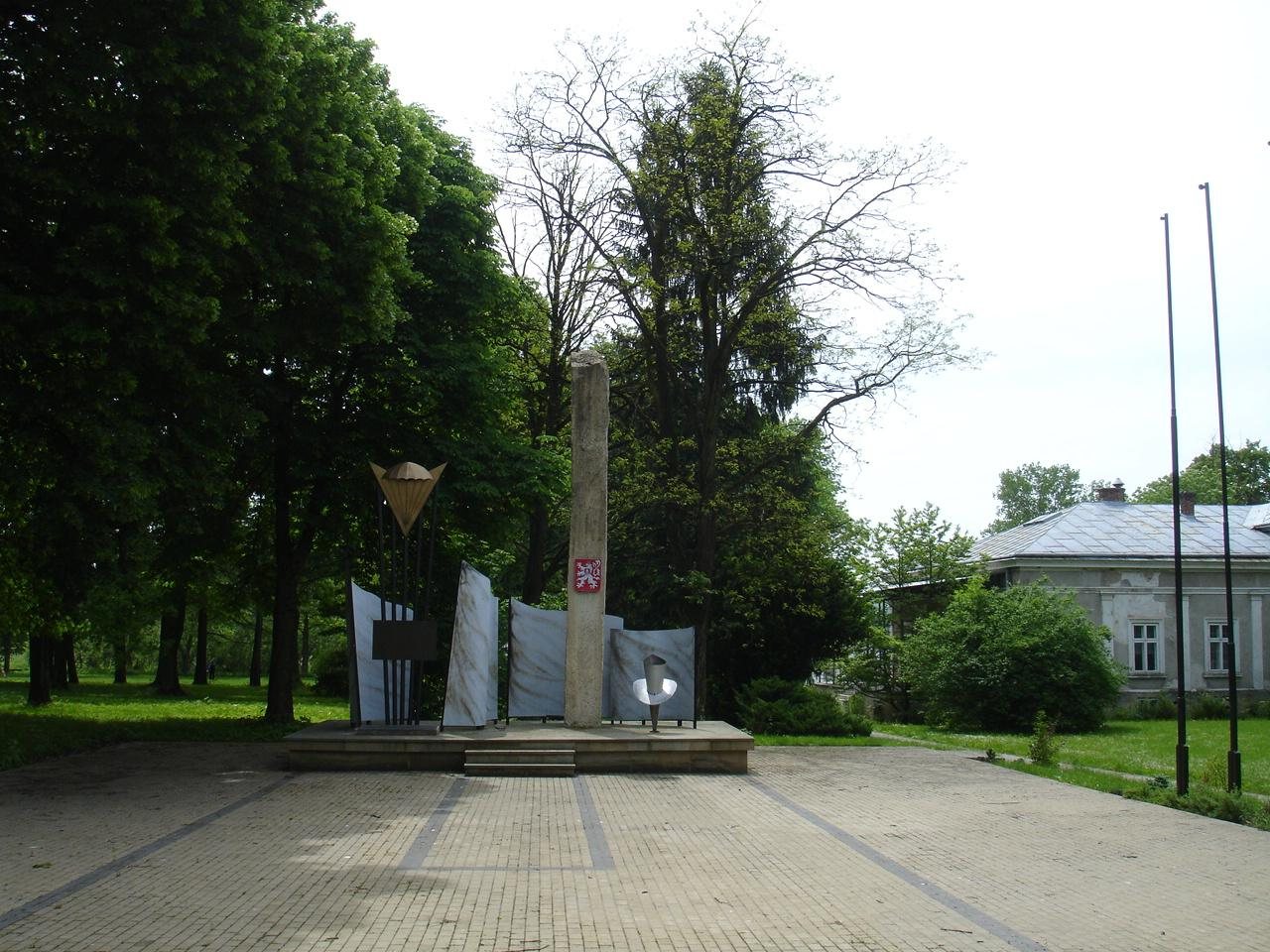
Pomnik 2. Czechosłowackiej Samodzielnej Brygady Spadochronowej w Nowosielcach. Żołnierze tej jednostki brali udział w walkach w powiecie sanockim oraz operacji dukielskiej w lecie 1944.

## Stadtkommisar – Urząd komisarza miejskiego
Po upadku Polski Ukraińcy samorzutnie przejęli władzę w mieście eliminując Polaków ze wszystkich stanowisk. Urząd burmistrza od 16 października 1939 do wiosny 1940 sprawował Stepan Wanczyckyj.
- Erich Märkl (junior) (Niemiec) – od wiosny 1940
- Josef Märkl (senior) (Niemiec) – od drugiej połowy 1940
- Johan Lazor (Niemiec) – do sierpnia 1944
  - Zarząd miasta:
    - Stepan Wanczyckyj (Ukrainiec) ukr. Степан Ванчицький (1888, Krasne – 1969, Sydney), adwokat, dziennikarz, organizator Proswity w pow. sanockim, w październiku 1939 zorganizował pronazistowski Український Комітет, a następnie został przewodniczącym Української Народної Ради w Sanoku, zbiegł do Niemiec w lipcu 1944, a następnie wyemigrował do Australii.
    - Wasyl Bławackyj (Ukrainiec) (1889–1944) ukr. Василь Блавацький, sanocki prawnik, ukraiński działacz społeczny na Łemkowszczyźnie, członek sanockiej Proswity, w roku 1926 zorganizował w Sanoku Лемківський Союз Кооператив oraz Сільського Господаря, do roku 1936 członek zarządu Towarzystwa Łemkiwszczyna, zginął na drodze z Sanoka do Lwowa 20 marca 1944.

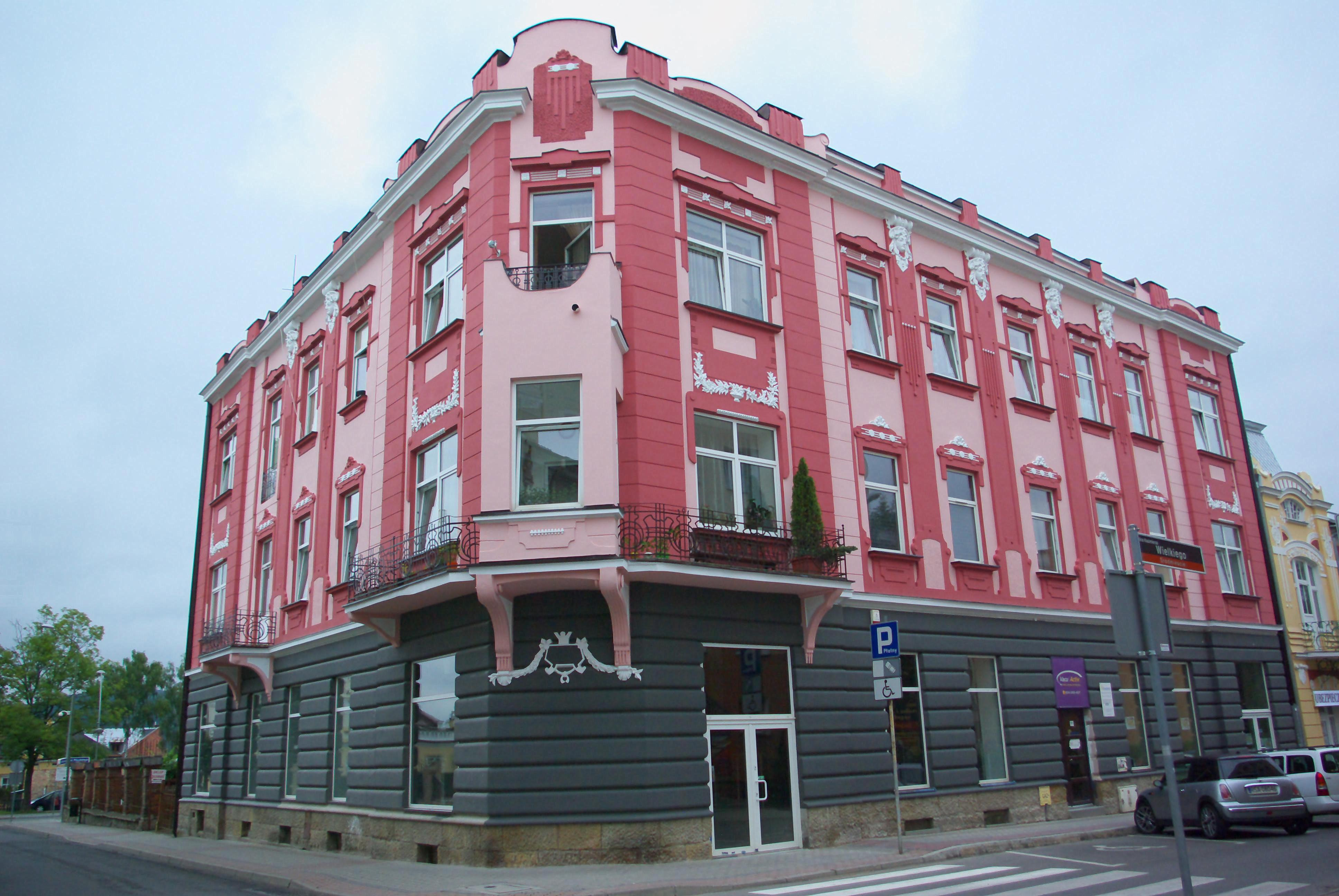
Kamienica na rogu ul. A. Mickiewicza i Kazimierza Wielkiego; z 27 na 28 marca 1947 w domu tym swoją ostatnią noc spędził gen. Karol Świerczewski przed wyjazdem na inspekcję w Bieszczady.

    - Stepan Car (Ukrainiec)

## Religia

### Kościół rzymskokatolicki
W wyniku podziału Polski i ustanowieniu granicy niemiecko-radzieckiej na Sanie, dekanat sanocki został podzielony. W ZSRR znalazła się parafia Tyrawa Wołoska, część parafii Sanok (Bykowce, Międzybrodzie, Olchowce, Wujskie i Załuż). Po 21 czerwca 1941 cały dekanat znalazł się w Generalnym Gubernatorstwie. 30 listopada 1943 Załuż i Wujskie przyłączone zostały do dekanatu Lesko. 8 kwietnia 1945 utworzona została parafia Najświętszego serca Pana Jezusa na Posadzie Olchowskiej, która objęła Bykowce, Dolinę, Zahutyń i Stróże.
W Baligrodzie w roku 1940 został aresztowany przez sowietów ks. Chmurowicz, który następnie zmarł w więzieniu w Lesku. W parafii Wołkowyja za pomoc udzielaną uciekinierom został aresztowany przez Rosjan ks. Siuzdak.
Działalność duszpasterska i społeczna Kościoła do 1945 uległa znacznym ograniczeniom. Nie działała Akcja Katolicka i Caritas. Zniesione zostało święto polityczno-religijne 3 maja, zakazano śpiewania pieśni patriotyczno-religijnych Boże, coś Polskę, Serdeczna Matko i odmawiania wezwania Królowo Korony Polskiej. Zniesione zostały święta kościelne Wniebowstąpienia Pańskiego, Boże Ciało, Piotra i Pawła, Wniebowstąpienia NMP. Nie odprawiano początkowo mszy św. wieczornej. Porządek nabożeństw niedzielnych ustalił się po zmianach w ten sposób, że pierwsza msza św. cicha była o godz 7.00, druga o godz 8.00, trzecia o godz. 9.00. Suma z kazaniem i organami była odprawiana o godz. 16.00. U Franciszkanów posługiwano się kazaniami ks. Totha. Franciszkanie odprawiali również Nowennę do Niepokalanego Poczęcia z codziennym kazaniem.
W Nowotańcu w roku 1941 odbywały się misje. W miasteczku tym miały również w dniu 11 maja 1941 prymicje ks. Eugeniusza Tomaszewskiego. W roku 1941 odbyły się także rekolekcje parafialne w Bukowsku odprawiane przez franciszkanów, oraz Hoczwi. W roku 1943 odprawiono rekolekcje w Dudyńcach, Baligrodzie, Hoczwi, Lesku, w Sanoku w roku 1942 i 1943 u franciszkanów natomiast w roku 1944 w farze. W roku 1944 rekolekcje odbyły się jeszcze w Jasieniu, Lesku, Uhercach, Tarnawie Górnej, Baligrodzie i Hoczwi. Pasterka został odprawiona dwa razy w parafii Dudyńce.
We wszystkich parafiach dekanatu sanockiego nauka religii odbywała się w szkołach w wymiarze jednej godziny w tygodniu. Dzwonów używano w parafiach Nowotaniec i Niebieszczany, dzięki interwencjom proboszczów u gubernatora Franka, udało się je oficjalnie uchronić przed zarekwirowaniem. Wysoką frekwencją cieszyło się czterdziestogodzinne nabożeństwo stale odprawiane w kościele franciszkańskim.
Dla stacjonujących w Sanoku żołnierzy niemieckich odbywały się nabożeństwa, dla katolików najpierw u franciszkanów, natomiast dla protestantów w kościele pw. Przemienienia Pańskiego. Następnie nastąpiła zamiana protestanci uczęszczali na nabożeństwo do franciszkanów, a katolicy do parafii. W Hoczwi odbywały się msze dla stacjonujących żołnierzy Wehrmachtu. Katolicy szanowali ustalony przez władze kościelne porządek mszy, dla protestantów na życzenie odprawiano msze św. o godz 9.00 w parafii. U franciszkanów msze odprawiał potajemnie niemiecki duchowny katolicki, ksiądz Buchner, który był przy niemieckim wojsku pomocnikiem kapelana z zakazem odprawiania mszy św.
Do najbardziej wzruszających mszy z udziałem ludności polskiej i wojska słowackiego dochodziło od wiosny 1941. Wiosną 1941 przed uderzeniem Niemiec na ZSRR w czerwcu 1941 w Zagórzu, a po przerwaniu frontu w Ustrzykach Dolnych stacjonowały liczne oddziały armii słowackiej, koalicjantów III Rzeszy. Miejscowa ludność nawiązywała z nimi wręcz przyjacielskie kontakty. Słowaccy żołnierze brali udział we wspólnych z Polakami mszach św. Na nabożeństwa przychodzili żołnierze zgrupowani w dużych oddziałach. Ludność polska mieszała się w kościele z wojskiem i razem śpiewała pieśni nabożne, a zwłaszcza do Matki Boskiej. Melodie naszych pieśni oraz ich treść były bardzo podobne do słowackich. Tak się utarło, że myśmy zaczynali jedną zwrotkę, a Słowacy śpiewali drugą. Jak wiadomość o tych nabożeństwach rozeszła się wśród ludzi, to przychodziły takie tłumy, że kościół ani połowy nie mógł pomieścić. Ludzie stali wokół kościoła zwartym tłumem i wspólnie z wojskiem w podniosłym nastroju śpiewali nabożne pieśni. Punktem kulminacyjnym było zawsze zakończenie, gdy żołnierze słowaccy gromkim głosem śpiewali swój hymn narodowy. Melodia tego hymnu jest niemalże identyczna z polskim hymnem. Wszyscy wstawali wówczas na baczność.
Msze św. w intencji powstania warszawskiego odbyły się w sierpniu 1944 w kościołach w Zagórzu, Porażu i Lesku. Specjalne msze św. miały miejsce również w Zagórzu po śmierci gen. Władysława Sikorskiego oraz po aresztowania gen. Grota-Roweckiego.
Po zajęciu przez armię radziecką Sanoka i okolic w sierpniu 1944 Sowieci rozszabrowali sprzęt kościelny i szaty liturgiczne, zniszczyli nuty i książki. Na pastwę rabunków poszło również całe mienie plebańskie. W okolicach Sanoka i Rymanowa powstawały bandy rozbójnicze składające się ze zbiegłych z obozów w Rymanowie i Olchowcach jeńców sowieckich, które obrabowały m.in. plebanie w Nowotańcu, dwór w Nadolanach, i Woli Sękowej.

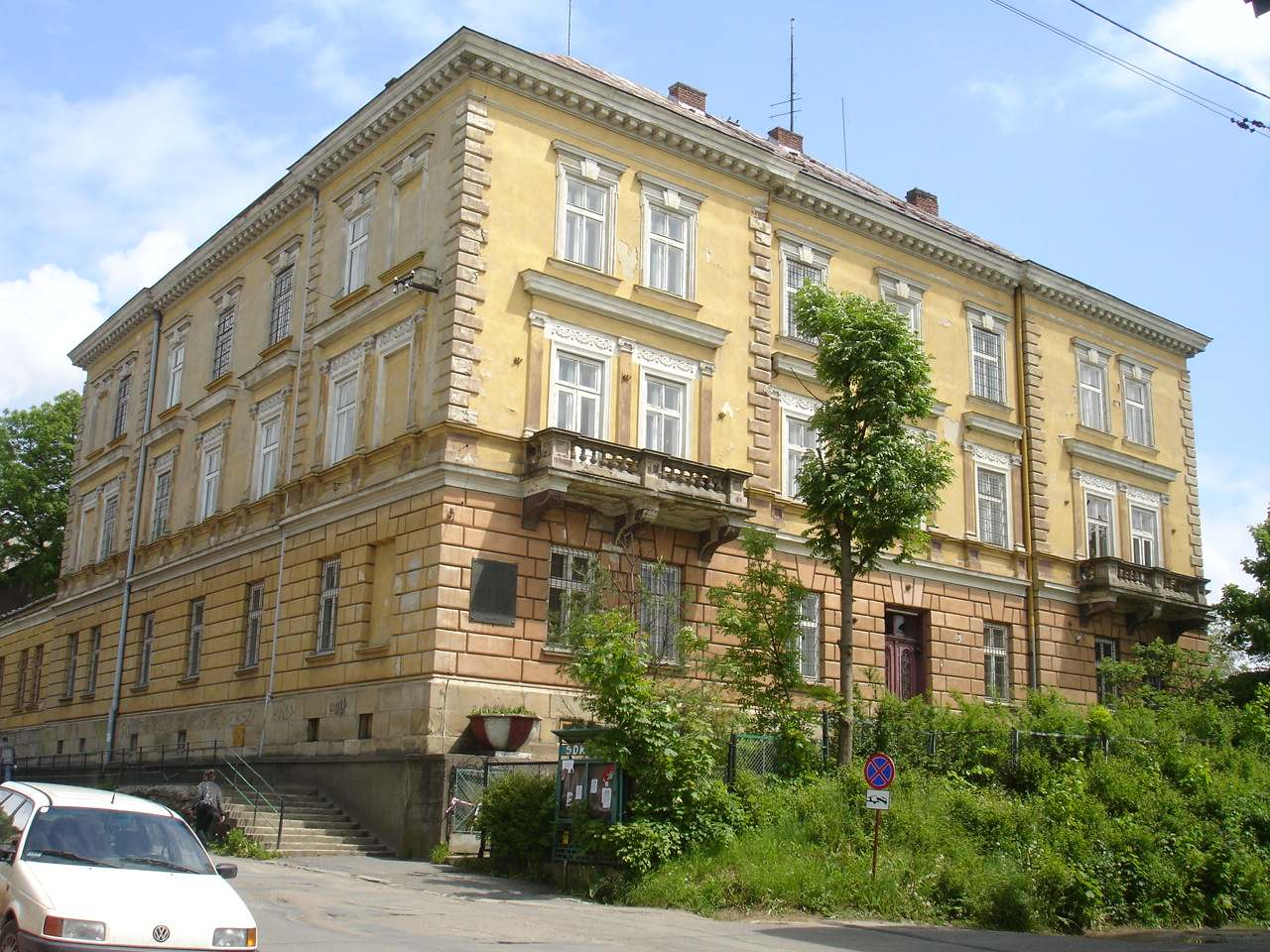
Budynek przy ulicy Henryka Sienkiewicza 5 w Sanoku, do 1939 Urząd Skarbowy, do 1944 główna siedziba sanockiego Gestapo oraz areszt śledczy (Stapo), po roku 1944 areszt śledczy UBP, a następnie komenda sanockiego MO, obecnie budynek stoi pusty.

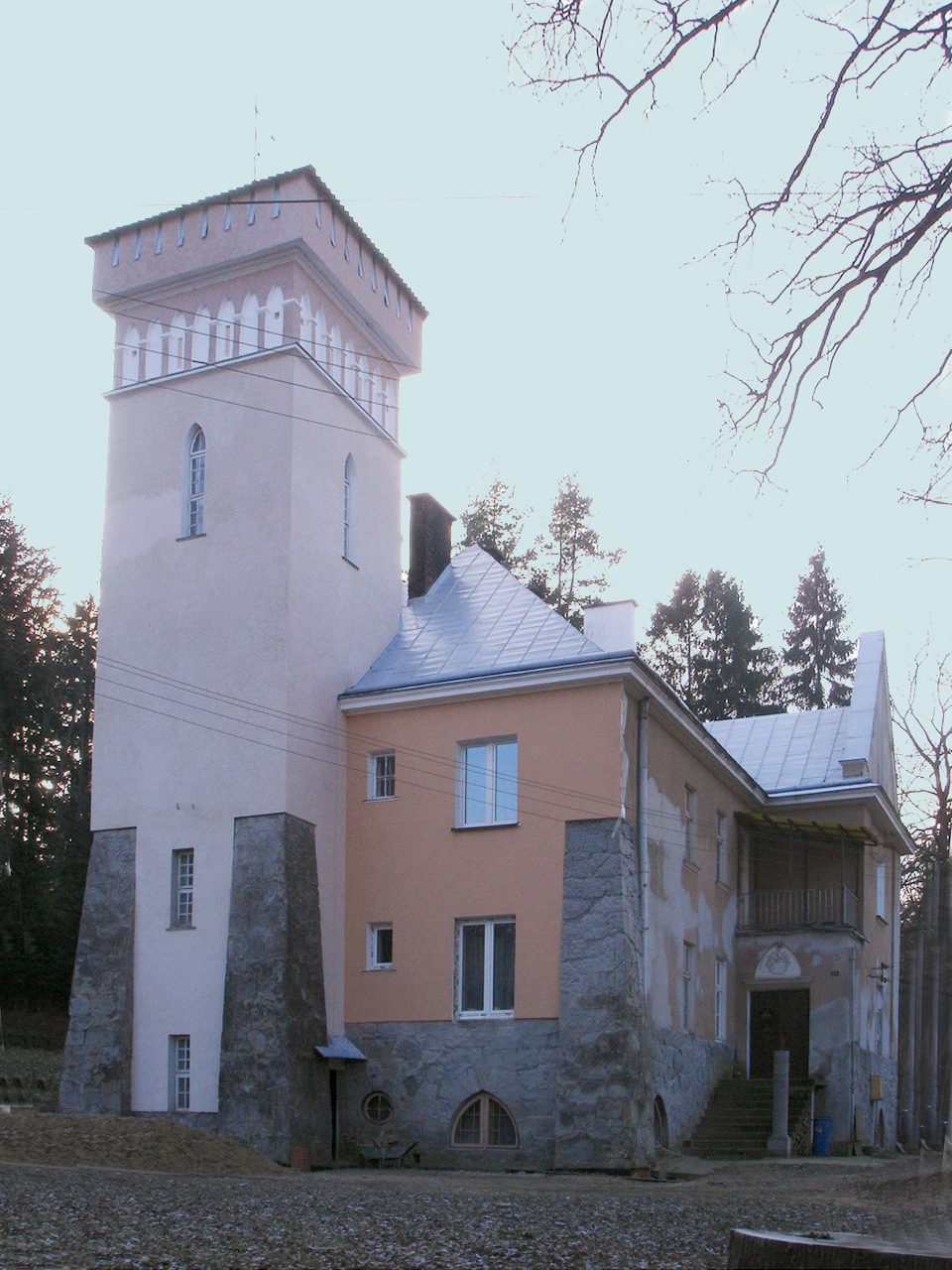
Zamek baronów Gubrynowiczów, w okresie do sierpnia 1944 kwatera główna komendantury zgrupowania „Południe” Adama Winogrodzkiego.

## Ruch oporu
W okresie II wojny światowej w Sanoku mieściła się Komenda Obwodu AK, podzielona na 10 placówek. Komendantem Obwodu, a następnie oddziału partyzanckiego o kryptonimie OP-23 został kpt. Adam Winogrodzki. Siedzibą komendy był zamek baronów Gubrynowiczów w Porażu. Powołano również Kierownictwo Dywersji (Kedyw). Członkowie organizacji podziemnej byli we wszystkich głównych urzędach i instytucjach starostwa sanockiego. W Wirtschaftsamcie Jan Hołowiński, w Forstinspektoracie Józef Huppenthal i Antoni Kondyjowski, w policji granatowej Władysław Skałkowski, w Kripo Stanisław Wójcik, w bankowości Janina Czaja, w więzieniu Nestor Kiszka, w fabryce wagonów Filip Schneider oraz w Gestapo Rudolf Probst. Od połowy roku 1944 sanocki oddział AK prowadził również walkę ze zbrojnym ramieniem frakcji ukraińskich nacjonalistów UPA

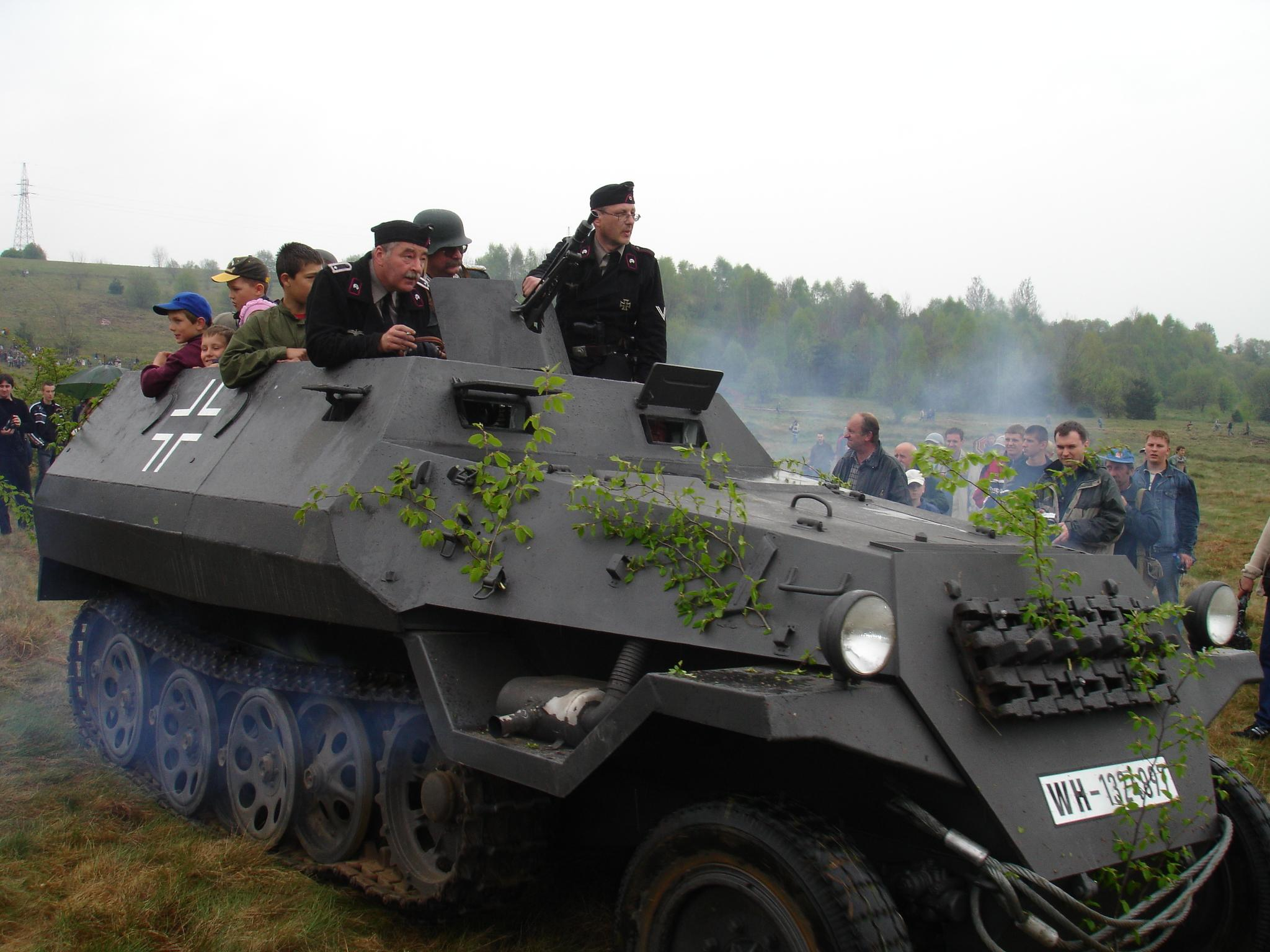
Rekonstrukcje historyczne w sanockich Olchowcach w miejscu forsowania przez wojska słowacko-niemieckie Linii Mołotowa nad Sanem w czerwcu 1941

## Oddziały niemieckie
W okresie od lutego do sierpnia 1944 (akcja „Burza”) przez powiat sanocki przemieszczały się niemieckie oddziały: 23 pułk policji SS, 45, 96 i 68 dywizja piechoty, 24 korpus pancerny, 18 brygada SS LIX Armee-Korps, 17 Armee, 96. Infanterie-Division; XXXXIV. Armee-Korps, 68. Infanterie-Dividion – (Heeresgruppe Südukraine); 24. Panzer-Division, 18. SS-Freiwilligen-Panzergrenadier-Division Horst Wessel, w składzie której w okresie ofensywy karpackiej w dniach 10–20 sierpnia 1944 walczyła również francuska dywizja Charlemagne.